# Тоба (озеро)
Тоба — озеро і супервулкан, 100 км в довжину і 30 км в ширину і 505 м в своїй найглибшій точці. Розташовано в центрі північної частини індонезійського острова Суматра, рівень озера близько 900 м від поверхні моря, озеро тягнеться від 2°53′ пн. ш. 98°31′ сх. д. / 2.88° пн. ш. 98.52° сх. д. до 2°21′ пн. ш. 99°06′ сх. д. / 2.35° пн. ш. 99.1° сх. д.. Це найбільше вулканічне озеро у світі. Крім того, воно є місцем виверження супервулкану, що відбулося 69000-77000 років тому.через яке відбулася зміна клімату планетарного масштабу. Вважається, виверження мало інтенсивність VEI 8. Це виверження, як вважають, є найбільшим на Землі за останні 25 мільйонів років. Згідно з теорією катастрофи вулкана Тоба деякі антропологи та археологи вважають, що воно мало глобальні наслідки, в результаті чого більшість людей які жили тоді загинуло й виникнув ефект пляшкового горла в Центральній і Східній Африці та Індії, й досі має вплив на генетичне різноманіття людства.